# Dmitrij Parfionow
Dmitrij Władimirowicz Parfionow, ros. Дмитрий Владимирович Парфёнов, ukr. Дмитро Володимирович Парфьонов, Dmytro Wołodymyrowicz Parfionow (ur. 11 września 1974 w Odessie, Ukraińska SRR) – rosyjski piłkarz pochodzenia ukraińskiego, grający na pozycji obrońcy, reprezentant Ukrainy, trener piłkarski. Zmienił obywatelstwo ukraińskie na rosyjskie.

## Kariera piłkarska

### Kariera klubowa
Wychowanek SDJuSzOR Czornomorca Odessa, w którym rozpoczął karierę piłkarską w 1991. W 1997 przeszedł do Dnipra Dniepropetrowsk. W 1998 wyjechał do Rosji, gdzie bronił barw Spartaka Moskwa, Dinama Moskwa i FK Chimki. W 2007 powrócił do Ukrainy, gdzie został piłkarzem Arsenału Kijów. W 2008 postanowił zakończyć karierę piłkarską. Jednak w 2009 powrócił do gry jako grający trener w rosyjskim Saturnie Ramienskoje. Po zakończeniu sezonu 2010 klub ogłosił o rezygnacji występów w najwyższej lidze rosyjskiej i Parfionow pozostał bez klubu. W 2012 został zaproszony do Arsienału Tuła, który prowadził jego przyjaciel Dmitrij Aleniczew. Wiosną 2012 zakończył karierę piłkarską.

### Kariera reprezentacyjna
9 kwietnia 1996 debiutował w reprezentacji Ukrainy w meczu towarzyskim z Mołdawią, zremisowanym 2:2. Łącznie rozegrał 18 gier reprezentacyjnych.

## Kariera trenerska
Po zakończeniu kariery piłkarskiej w 2009 rozpoczął pracę trenerską na stanowisku grającego trenera w klubie Saturn Ramienskoje. Na początku 2012 pomagał trenować juniorską reprezentację Rosji, a w czerwcu 2012 objął stanowisko głównego trenera Tiekstilszczika Iwanowo. W sierpniu 2015 został szkoleniowcem FK Tosno.

## Sukcesy i odznaczenia

### Sukcesy klubowe
- wicemistrz Ukrainy: 1995, 1996
- brązowy medalista Mistrzostw Ukrainy: 1992, 1993, 1994
- zdobywca Pucharu Ukrainy: 1992, 1994
- mistrz Rosji: 1998, 1999, 2000, 2001
- wicemistrz Rosji: 2005
- brązowy medalista Mistrzostw Rosji: 2002
- zdobywca Pucharu Rosji: 1998

### Sukcesy indywidualne
- wybrany do listy najlepszych piłkarzy roku na Ukrainie: 1999